# Ethem Yilmaz
Ethem Yilmaz (* 1952 in Ankara) ist ein türkisch-deutscher Fachbuchautor, Dolmetscher, Herausgeber und Verleger in Bochum. Er engagiert sich seit den 1990er Jahren als Deutschlehrer für Ausländer. Darüber hinaus ist er Integrationstrainer in Nordrhein-Westfalen.

## Leben und Wirken
Nach Schule und Studium in seiner Heimatstadt Ankara übersiedelte Yilmaz nach Deutschland, wo sein Vater bereits als Arbeiter tätig war. Durch seine deutschen Sprachkenntnisse wurde er schnell der Ansprechpartner vieler türkischer Familien, um diese beim Besuch von Behörden und Ärzten sowie bei Wohnungssuche, Schul- und Kindergartenbesuch zu unterstützen.
Aus diesen Tätigkeiten entwickelte er Sprachführer für mehrere Sprachen, die er schließlich nach der Gründung des Verlags für Kommunikation in Bochum vermarktete. Inzwischen ist der Verlag eine Institution für Sprachführer zur Integration von Gastfamilien und Flüchtlingen.
Yilmaz ist darüber hinaus seit vielen Jahren Mitglied in einem deutschen Rotary Club und im Internationalen Country Committee Deutschland-Türkei von Rotary International engagiert. Für sein internationales Engagement wurde er mit der Paul Harris Medaille von Rotary International ausgezeichnet.
Yilmaz ist verheiratet; das Ehepaar hat zwei erwachsene Kinder.

## Publikationen (Auswahl)
- Sprach und Integrationsbuch = Konuşma ve Uyum Rehberi Sonderausgabe für Niedersachsen, Hrsg. und Verleger Ethem Yilmaz Verlag für Kommunikation, Bochum 2020, ISBN 978-3-947286-04-1
- Hueber-Urlaubsset Türkisch : Reisesprachführer; Audio-CD / türk. Fassung: Ethem Yılmaz, Ethem Yılmaz Verlag für Kommunikation, Bochum 2019, ISBN 978-3-19-009484-4
- Sprach- und Integrationsbuch = Kitāb al-luġa wa-'l-indimāǧ / Ethem Yılmaz, (Deutsch-Arabisch) Ethem Yılmaz Verlag für Kommunikation, Bochum 2017 DDC 438.34927
- Sprach- & Integrationsbuch = Konuşma ve uyum kitabı / Ethem Yılmaz, (Deutsch-Türkisch) Ethem Yılmaz Verlag für Kommunikation, Bochum 2014